# Большой Пёс
Большой Пёс (лат. Canis Major) — созвездие южного полушария неба. В Большом Псе находится самая яркая звезда — Сириус, имеющая блеск −1,46m. Наилучшие условия видимости — в декабре—январе. Расположено к юго-востоку от Ориона («под правой ногой»); частично лежит в Млечном Пути. На территории России наблюдается полностью в южных и центральных районах и частично — в северных.

## История
Большой Пёс — древнее созвездие, конфигурацией ярких звёзд напоминающее собаку, сформировалось вокруг главной звезды Сириус. Мифы о происхождении звезды переносятся и на всё созвездие. Так, древнегреческие мифы называют прототипом небесного Пса собаку Ориона (созвездие находится рядом) или Икария. Созвездие включено в каталог звёздного неба Клавдия Птолемея «Альмагест» под названием «Пёс».

## Наблюдение
В России Большой Пёс особенно хорошо виден в южных и центральных районах. Полностью созвездие видно южнее 57° с. ш., а севернее неё — частично. Оптимальное время для его наблюдения — декабрь и январь. Период его видимости сильно ограничен, так как Большой Пёс поднимается над горизонтом невысоко, особенно южная часть созвездия. В начале сентября начинается период его утренней видимости. Он восходит полностью к 6 часам утра. В январе виден почти всю ночь на южной стороне горизонта. Весной его видно на юго-западе после захода Солнца. В апреле виден в течение часа после захода Солнца, а в начале мая его период вечерней видимости заканчивается.
Видимость Сириуса начинается уже на 73° 17′ с. ш., и ярчайшая звезда неба видна практически на всей территории России, за исключением крайних северных районов, например, Диксона. Удовлетворительно Сириус виден уже на широте Архангельска. Звезда β Большого Пса проблескивает вблизи линии горизонта уже в Тикси и тоже видна практически на всей территории России. В Архангельске эта звезда восходит примерно на 7° 30′, а ещё на градус южнее начинается её удовлетворительная видимость. А вот три другие яркие звезды находятся в южной части созвездия, и их условия видимости на территории России значительно хуже. Так, звезда δ Большого Пса начинает показываться вблизи линии горизонта на широте 63° 30′ и, к примеру, в Архангельске эта звезда ещё не видна. Звезда ε Большого Пса становится видимой только на широте 61° 2′, а звезда η Большого Пса — ещё южнее, на широте 60° 42′, то есть всего на 47′ севернее широты Санкт-Петербурга. Удовлетворительная видимость звезды δ Большого Пса начинается южнее широты Москвы, а звёзд ε и η — примерно южнее широты Самары. И всё же Большой Пёс — одно из немногих южных созвездий, которое беспрепятственно наблюдается в России.

## Сириус
В этом созвездии находится ярчайшая звезда всего неба — Сириус (α Большого Пса), имеющая звёздную величину −1,46m. Эта бело-голубая звезда выглядит столь яркой (её имя происходит от др.-греч. σείριος, «ярко горящий») благодаря сочетанию двух факторов: относительно малой удалённости (расстояние до неё составляет всего 8,57 св. года) и большой светимости (в 23 раза выше, чем у Солнца). В Древнем Египте Сириус называли «Звездой Нила», поскольку первый утренний восход Сириуса предвещал разлив Нила в дни летнего солнцестояния. К тому же Сириус и само созвездие уже 5000 лет назад ассоциировалось с собакой; его древнейшее шумерское название — «собака солнца», греки называли его просто «собакой», а римляне — «собачкой» (лат. Canicula, отсюда название летнего периода отдыха — каникулы). По непонятной причине Сенека и Клавдий Птолемей считали Сириус ярко-красной звездой. Возможно из-за различия названий цветов (например, Гомер описывал цвет моря как «винно-темный»).

## Сириус B
Заметив колебательное движение Сириуса, Фридрих Бессель в 1844 году предположил наличие у него компаньона, который был обнаружен Алваном Кларком в 1862 году и получил имя «Сириус B», другое название — «Щенок». Его светимость в 10 000 раз слабее, чем у главной звезды — Сириуса A, радиус в 100 раз меньше солнечного, но масса почти такая же, как у Солнца. Поэтому Сириус B имеет очень большую плотность — около 1 т/см³. Так были открыты белые карлики — звёзды, закончившие свою эволюцию и сжавшиеся до размера небольшой планеты. Спутник виден на расстоянии от 3 до 11,5″ от Сириуса A и обращается вокруг него с периодом 49,98 года.

## Другие объекты
В 4° к югу от Сириуса находится рассеянное звёздное скопление М 41, удалённое на 2350 св. лет. Другое звёздное скопление — NGC 2362, несколько дюжин звёзд которого окружают звезду 4-й величины τ Большого Пса. Это одно из самых молодых скоплений: его возраст — около 1 млн лет.
В созвездии Большого Пса находится одна из самых крупных и ярких среди известных звёзд — гипергигант VY Большого Пса, который больше Солнца примерно в 1420 раз (диаметр — около 13,2 а. e.).